# Henrique Leitão

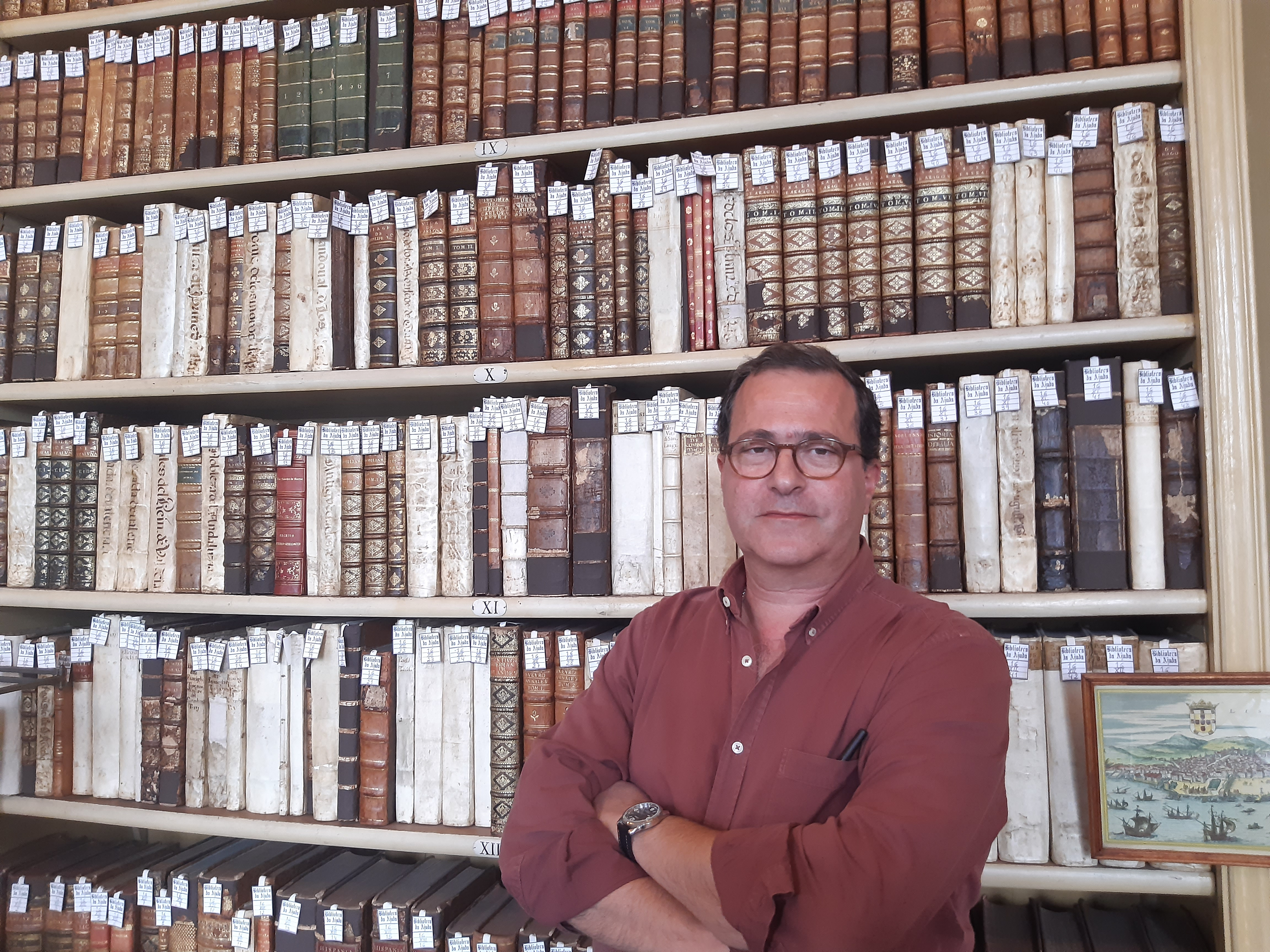
Investigador da FCUL.

Henrique José Sampaio Soares de Sousa Leitão, ComSE (Lisboa, 7 de novembro de 1964) é um historiador de ciência.

## Biografia
Henrique Leitão tem licenciatura, mestrado e doutoramento (1998) em Física, pela Universidade de Lisboa. A partir de 2000 passou a dedicar-se à história da ciência.
Foi um dos criadores do Centro de História da Ciência (em 2003) e da Secção Autónoma de História e Filosofia da Ciência (em 2007), na Faculdade de Ciências da Universidade de Lisboa.
Actualmente é Investigador Principal no Centro Interuniversitário de História das Ciências e da Tecnologia (CIUHCT). Foi Presidente do Departamento de História e Filosofia da Ciência (DHFC), da Faculdade de Ciências da Universidade de Lisboa (FCUL) em 2015-18 e 2018-21.
Actualmente é Pró-Reitor da Universidade de Lisboa, Director da Imprensa da Universidade de Lisboa, e Inspector da Biblioteca da Academia das Ciências de Lisboa.
Foi Comissário Científico das seguintes Exposições: 360º Ciência Descoberta, na Fundação Calouste Gulbenkian, em 2013; Estrelas de papel: Livros de Astronomia dos séculos XIV a XVIII, na Biblioteca Nacional de Portugal, em 2009; Sphaera Mundi: A Ciência na «Aula da Esfera». Manuscritos Científicos do Colégio de Santo Antão nas colecções da BNP, na Biblioteca Nacional de Portugal, em 2008; e Pedro Nunes, 1502-1578 : Novas terras, novos mares e o que mays he: novo ceo e novas estrellas, na Biblioteca Nacional de Portugal, em 2002.
É Sócio efectivo da Academia das Ciências de Lisboa, Membro Efectivo da Académie Internationale d’Histoire des Sciences, membro da History of Science Society, membro da European Society for the History of Science, membro emérito da Academia de Marinha. Foi Membro do Conselho Nacional da Ciência e Tecnologia (CNCT) (Fevereiro 2012-Julho 2015).

## Obras
- Obras de Pedro Nunes.  Lisboa: Academia das Ciências e Fundação Calouste Gulbenkian, 2002-2012. Publicados já 6 vols.[5]
- A Longitude do Mundo. Viagens Oceânicas, cosmografia matemática e a construção de uma Terra global (Lisboa: Imprensa Nacional - Casa da Moeda, 2025), 700 pp. ISBN: 978-972-273-2383. Com José Maria Moreno Madrid.[5]
- Santo Antão. The Jesuit College in Lisbon and Its History (Leiden-Boston: Brill, 2025), 391 pp. ISBN: 978-90-04-71994-1. Editor, com David Salomoni e Luana Giurgevich.[5]
- Nautical Rutters and the New Bodies of Knowledge in the Age of the First Globalization (1400-1600) (Amsterdam: Amsterdam University Press, 2025). 316 pp. ISBN: 978-904-857-1062. Editor, com Luís Campos Ribeiro e David Salomoni.[5]
- Desenhando a Porta do Pacífico. Mapas, Cartas e Outras Representações Visuais do Estreito de Magalhães, 1520-1671 | Drawing the Gateway to the Pacific. Maps, Charts and Other Visual Representations of the Strait of Magellan, 1520-1671. Lisboa: By the Book, 2021, 272 pp. ISBN: 978-989-53093-6-8. Com José María Moreno Madrid
- Atravessando a Porta do Pacífico. Roteiros e Relatos da Travessia do Estreito de Magalhães, 1520-1620. Lisboa: By the Book, 2020, 351 pp. ISBN: 978-989-54823-3-7. Com José María Moreno Madrid.[5]
- A História Natural de Portugal de Leonard Thurneysser zum Thurn, ca. 1555-1556. Lisboa: Academia das Ciências de Lisboa, 2019, 219 p. ISBN: 978-972-623-368-8. Em co-autoria com Bernardo Jerosch Herold e Thomas Horst.[5]
- Clavis Bibliothecarum. Catálogos e Inventários de Livrarias de Instituições Religiosas em Portugal até 1834. Lisboa: Secretariado Nacional dos Bens Culturais da Igreja, 2016.lxx+863 pp. ISBN 978-989-97257-0-6. Em co-autoria com Luana Giurgevich.[5]
- Savants ou Artisans: à qui doit-on la modernité scientifique? Conférence, (Paris: Fondation Calouste Gulbenkian – Délégation en France, 2016), 34 pp. ISBN: 978-972-8462-89-5.
- Obra Selecta do P. Luís Archer, S.J. 4 vols. Lisboa: Fundação Calouste Gulbenkian, 2015-2017. ISBN 978-972-31-1566-6. Em co-autoria com Francisco Malta Romeiras.[5]
- Francisco de Melo: Obras Matemáticas. vol. I: Texto Latino e Tradução. Lisboa: Centro de Estudos Clássicos e Biblioteca Nacional de Portugal, 2014. 506 pp. ISBN 978-972-9376-31-3. Em co-autoria com Bernardo Mota.[5]
- 360º Ciência Descoberta. Lisboa: Fundação Calouste Gulbenkian, 2013. 127 pp. ISBN 978-972-99098-6-3. Editor.[5]
- Jesuítas, Ciência e Cultura no Portugal Moderno. Obra Selecta do Pe. João Pereira Gomes SJ. Lisboa: Esfera do Caos, 2012. 349 p. ISBN 978-989-680-059-8. Co-organizador com José Eduardo Franco.[5]
- Galileu Galilei. Sidereus Nuncius. O Mensageiro das Estrelas. Tradução, estudo e notas por Henrique Leitão. Lisboa: Fundação Calouste Gulbenkian, 2010. 286 pp. ISBN 978-972-31-1317-4.[5]
- Os Descobrimentos Portugueses e a Ciência Europeia. Lisboa: Alêtheia, Fundação Champallimaud, 2009. 104 p.[5]
- Sphaera Mundi: A Ciência na Aula da Esfera. Manuscritos científicos do Colégio de Santo Antão nas colecções da BNP. Lisboa: Biblioteca Nacional de Portugal, 2008, 247 p. ISBN: 978-972-565-426-2.[5]
- A Ciência na “Aula da Esfera” no Colégio de Santo Antão, 1590-1759. Lisboa: Comissariado Geral das Comemorações do V Centenário do Nascimento de S. Francisco Xavier, 2007. 110 pp.[5]
- Bibliografia de História da Ciência em Portugal, 2000-2004. Lisboa: Centro de História das Ciências da Universidade de Lisboa, 2006. 132 pp. Em co-autoria com Conceição Tavares.[5]
- The Practice of Mathematics in Portugal. Coimbra, Imprensa da Universidade, 2004. 758 pp. ISBN: 972-8704-38-0. Editor, com Luís Saraiva.[5]
- O Livro Científico Antigo dos séculos XV e XVI. Ciências físico-matemáticas na Biblioteca Nacional. Catálogo de livros científicos dos séculos XV e XVI. Comissário científico: Henrique de Sousa Leitão; coordenação técnica: Lígia de Azevedo Martins (Lisboa: Biblioteca Nacional, 2004), 536 pp. ISBN: 972-565-384-X.[5]
- International Conference: Petri Nonii Salaciensis Opera, Lisbon-Coimbra, 24-25 May 2002. Proceedings (Lisboa: Departamento de Matemática, Faculdade de Ciências da Universidade de Lisboa, 2003), 184 pp. ISBN: 972-8394-17-9. Editor, com Luís Trabucho de Campos e João Filipe Queiró.[5]
- O Comentário de Pedro Nunes à Navegação a Remos. Lisboa: Edições Culturais da Marinha, 2002. 104 pp.[5]

## Prémios
Foi distinguido com os seguintes prémios:
- Prémio Academia de Marinha, 2023.
- Prémio "Almirante Teixeira da Mota", 2022, [com J. M. Moreno Madrid][11].
- Sócio Honorário da Sociedade Portuguesa de Matemática (2022)[12].
- Prémio António Quadros 2022 História[13].
- Prémio "Conferências" da APOM (2022)[14].
- Grantee ERC (AdG 833438): "RUTTER - “Making the Earth Global: Early Modern Nautical Rutters and the Construction of a Global Concept of the Earth”, Advanced Grant 2018 do European Council Research (ERC)[15].
- Menção Honrosa no Prémio "Lusitânia-História" da Academia Portuguesa de História [com Luana Giurgevich], 2016.[16].
- Prémio Pessoa em 2014.[17].
- Comendador da Ordem Militar de Sant’Iago da Espada em 2015.
- Prémio de Tradução Científica e Técnica em Língua Portuguesa, 2015 (FCT-FLUL), [com Bernardo Mota].
- Prémio Associação Portuguesa de Museografia (APOM[18]), de “Melhor Exposição”, atribuído em 2014 à Exposição «360º • Ciência Descoberta», de que foi Comissário.